# Mustafa Doğan
Mustafa Doğan (Isparta, 1976. január 1. –) török születésű német válogatott labdarúgó.
A német válogatott tagjaként részt vett az 1999-es konföderációs kupán.

## Sikerei, díjai
- Fenerbahçe SK
  - Török bajnok: 2000-01 2003-04
- Beşiktaş JK
  - Török kupa: 2005-06, 2006-07
  - Török szuperkupa: 2006